# Який дід, такий онук
«Який дід, такий онук» (серб. Какав деда такав унук) — сербська кінокомедія 1983 року режисера Зорана Чалича, четвертий фільм серіалу «Божевільні роки».

## Сюжет
Фільм, що після драми та комедії в перших трьох частинах, перетворився на фарс, є продовженням історії стосунків Боби і Марії, у яких підростає син, через шість—вісім років після подій попередньої серії. Діди п'ятирічного Михайла Жика і Мілан, сперечаються, хто буде більше часу проводити з онуком і чому його навчати.

## У ролях
| Актор             | Роль            |
| ----------------- | --------------- |
| Ріалда Кадрич     | Марія           |
| Владимир Петрович | Бобо            |
| Драгомир Боянич   | Жика Павлович   |
| Весна Чипчич      | Ельза           |
| Марко Тодорович   | Мілан Тодорович |
| Єлена Жигон       | Єлена Тодорович |